# Robert von Prittwitz und Gaffron

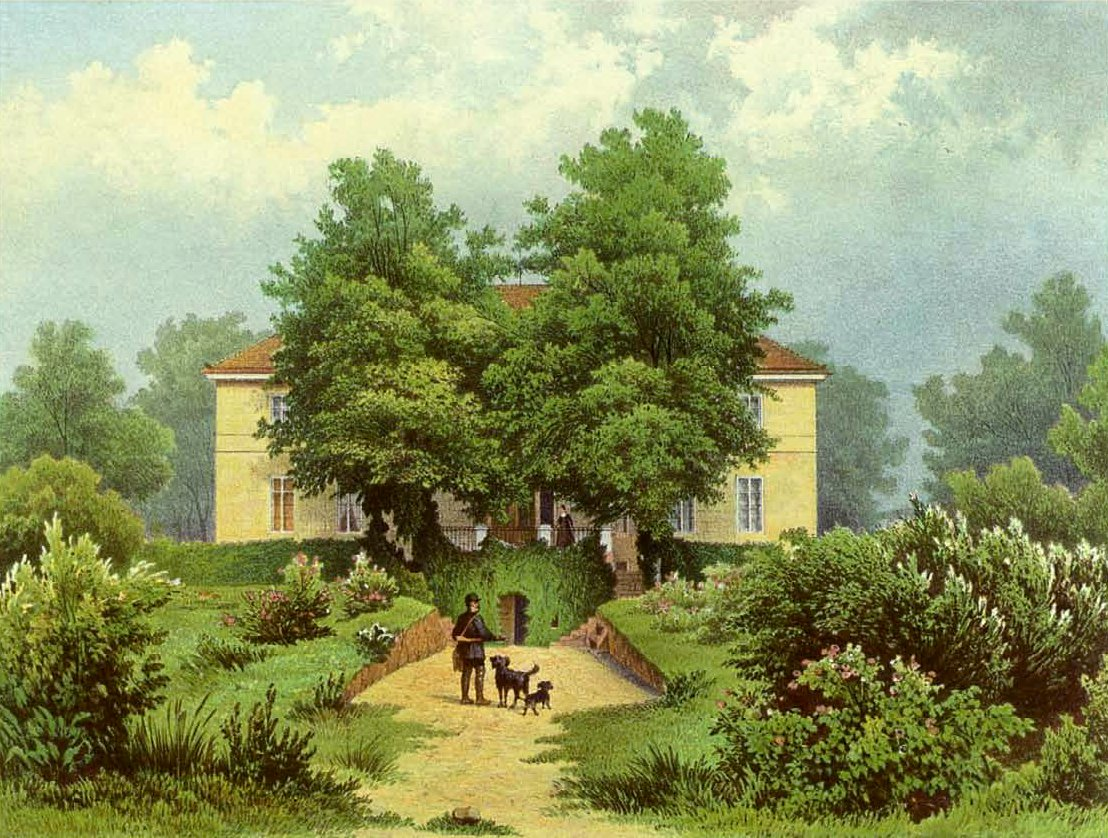
Manoir de Kawallen vers 1860, Collection Alexander Duncker

Robert Carl August von Prittwitz und Gaffron (né le 25 avril 1806 dans le manoir de Kreisewitz, arrondissement de Brieg (de) et mort le 16 avril 1889 à Breslau) est président du district de Breslau et chevalier honoraire de l'Ordre de Saint-Jean.

## Famille
Prittwitz est issu d'une vieille famille noble silésienne von Prittwitz et est le fils de l'administrateur d'arrondissement royal prussien, ancien de l'État et propriétaire foncier Ernst von Prittwitz, seigneur du domaine de Kreisewitz, et de sa première épouse Helene von Studnitz.
Il épouse le 22 juin 1840 au manoir de Kawallen, arrondissement de Trebnitz, avec Johanna von Prittwitz (née le 1er février 1821 au manoir de Kawallen et morte le 28 avril 1841 à Münster), fille du propriétaire foncier Ferdinand von Prittwitz, seigneur des manoirs de Kawallen, Kummernigk, et de Wilhelmine von Prittwitz.
Prittwitz se marie le 9 août 1848 à Potsdam avec Luise von Prittwitz (née le 31 décembre 1828 à Potsdam et morte le 1er mai 1851 à Berlin), la fille du général d'infanterie royal prussien Karl von Prittwitz et de sa première épouse Henriette von Bergh.
Enfin, il se marie dans son troisième mariage le 28 décembre 1854 à Sarrebruck avec Helene von Stülpnagel (née le 30 mai 1825 à Potsdam et mort le 21 octobre 1911 à Berlin), fille du lieutenant-général royal prussien Karl Bernhard von Stülpnagel (de) et d'Eleonore von Bismarck.

## Travaux
- Das v. Prittwitz'sche Adels-Geschlecht. Verlag Wilhelm Gottl. Korn, Breslau 1870 (Volltext).